# Збройні сили Брунею
Збройні сили Брунею (малай. Angkatan Bersenjata Diraja Brunei) — військова організація Султанату Бруней призначена для захисту свободи, незалежності та територіальної цілісності держави. Складаються з сухопутних військ, військово-морських та військово-повітряних сил.

## Історія
Збройні сили Брунею були зформовані 31 травня 1961 року. Раніше відомий, як Askar Melayu Brunei (Малайський полк Брунею малайською) був удостоєний королівського титулу 31 травня 1965 року, коли слово «Diraja' (Королівський, Royal малайською) було додано до імені полку. Потім він був відомий як Angkatan Bersenjata Diraja Brunei (Королівський Малайський полк Брунея). З Дня незалежності 1 січня 1984, Королівський Малайський полк Брунею був перейменований в Angkatan Bersenjata Diraja Brunei (Збройні сили Брунею в малайською).

## Задачі та організація
Задачі Збройних сили Брунею:
- Захист від будь-яких зовнішніх сил, що мають намір підірвати прямо або побічно суверенітет і територіальну цілісність Держави Бруней, і також запобігати діяльності підривних елементів, діючих або потенційних, що діють в Державі Бруней;
- Проведення військових операцій з метою відбиття будь-якої агресії, тероризм або заколот;
- Надання допомоги в підтриманні громадського порядку в підтримку поліції та цивільної влади, на її запит;
- Підтримувати хороші відносини з партнерами, завдяки чому Збройні сили Брунею можуть бути ідентифіковані з урядом та цивільним населенням Бруней.

Королівські збройні сили Брунею ділиться на чотири гілки:
- Королівські Сухопутні війська Брунею (Royal Brunei Land Forces)
- Королівські ВПС Брунею  (Royal Brunei Air Force)
- Військово-морські сили Брунею (Royal Brunei Navy)
- Інститут підвищення кваліфікації (Training Institute)

## Склад збройних сил
Тільки громадянам Брунею малайської національності (Буміпутра) дозволено поступити на службу до Королівських Збройних Сил Брунею. Малайська етнічна група включає такі корінні етноси: Belait, Bisaya, Brunei, Dusun, Kedayan, Murut і Tutong, як вони визначені в Конституції Брунею. Військова служба не є обов'язковою для будь-якого сегменту населення; немає призову на військову службу.
Королівські збройні сили Брунею (RBAF) широко використовують закордонне озброєння, великий відсоток виробництва Великої Британії, Франція/Європа та США. Королівські збройні сили Брунею є найбільші з озброєних сил, у порівнянні з відносно невеликими військово-повітряними силами і військово-морським флотом. У військових відсутній будь-які недавній бойовий досвід, але брали участь на регіональному рівні в гуманітарних та миротворчих місіях. Бруней також має інтенсивні військові відносини з Сінгапуром. 31 травня 2011 року Збройні сили Брунею відзначили золотий ювілей.

### Сухопутні війська
Сухопутні сили — три піхотних батальйони та батальйон підтримки.
Згідно з даними IISS The Military Balance на 2010 рік сухопутні війська Брунею мали у своєму розпорядженні таку техніку.
| Скорпіон               | Велика Британія | легкий танк                    | 45    |  |
| Бронетранспортери      |                 |                                |       |  |
| VAB                    | Франція         | бронетранспортер               | 39    |  |
| Міномети               |                 |                                |       |  |
| Міномет 82 мм          |                 | 82-мм міномет                  | 24    |  |
| Протитанкова артилерія |                 |                                |       |  |
| Armbrust               | Німеччина       | протитанковий гранатомет 67-мм | [ 5 ] |  |

### Військово-морські сили
Військово-морський флот — 3 ракетних катера, 3 патрульних катери, 2 амфібії, 2 десантних катера, 17 малих річкових катерів.

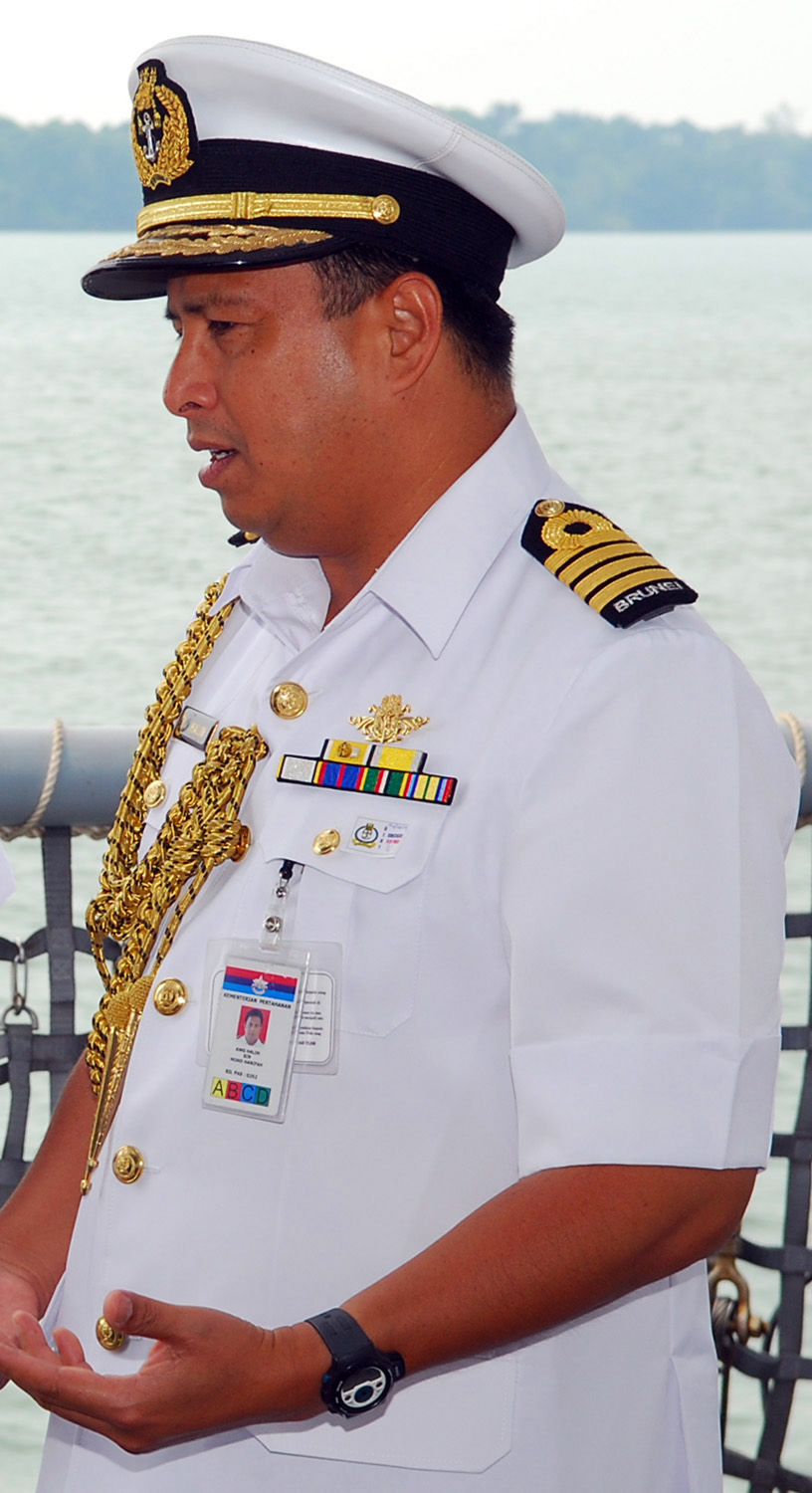
Командувач ВМС Abdul Halim
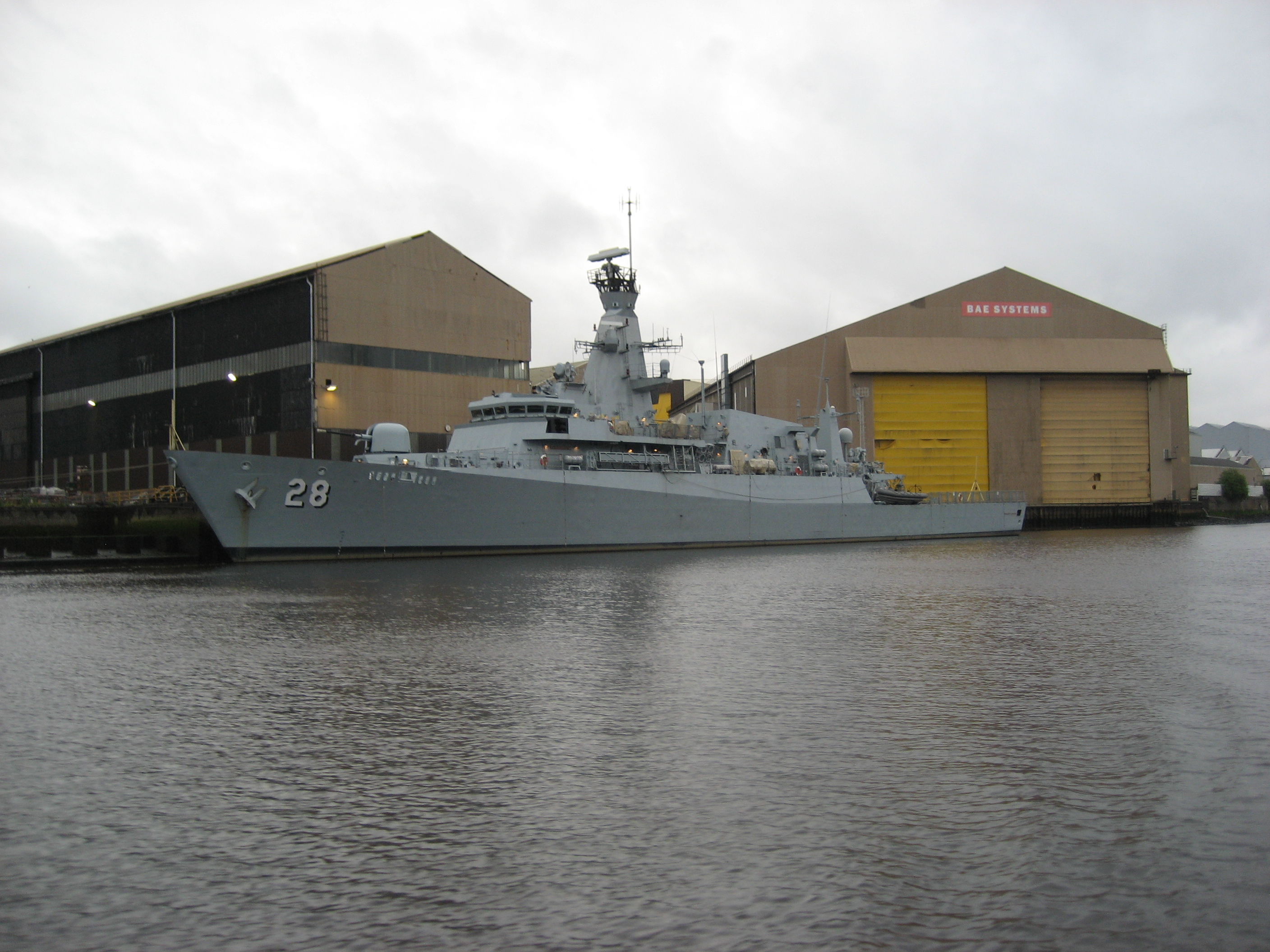
Патрульний корабель Nakhoda Ragam

### Військово-повітряні сили
Військово-повітряні сили — три вертолітні ескадрильї, 1 ескадрилья транспортних літаків, підрозділи ППО, технічні та допоміжні підрозділи.

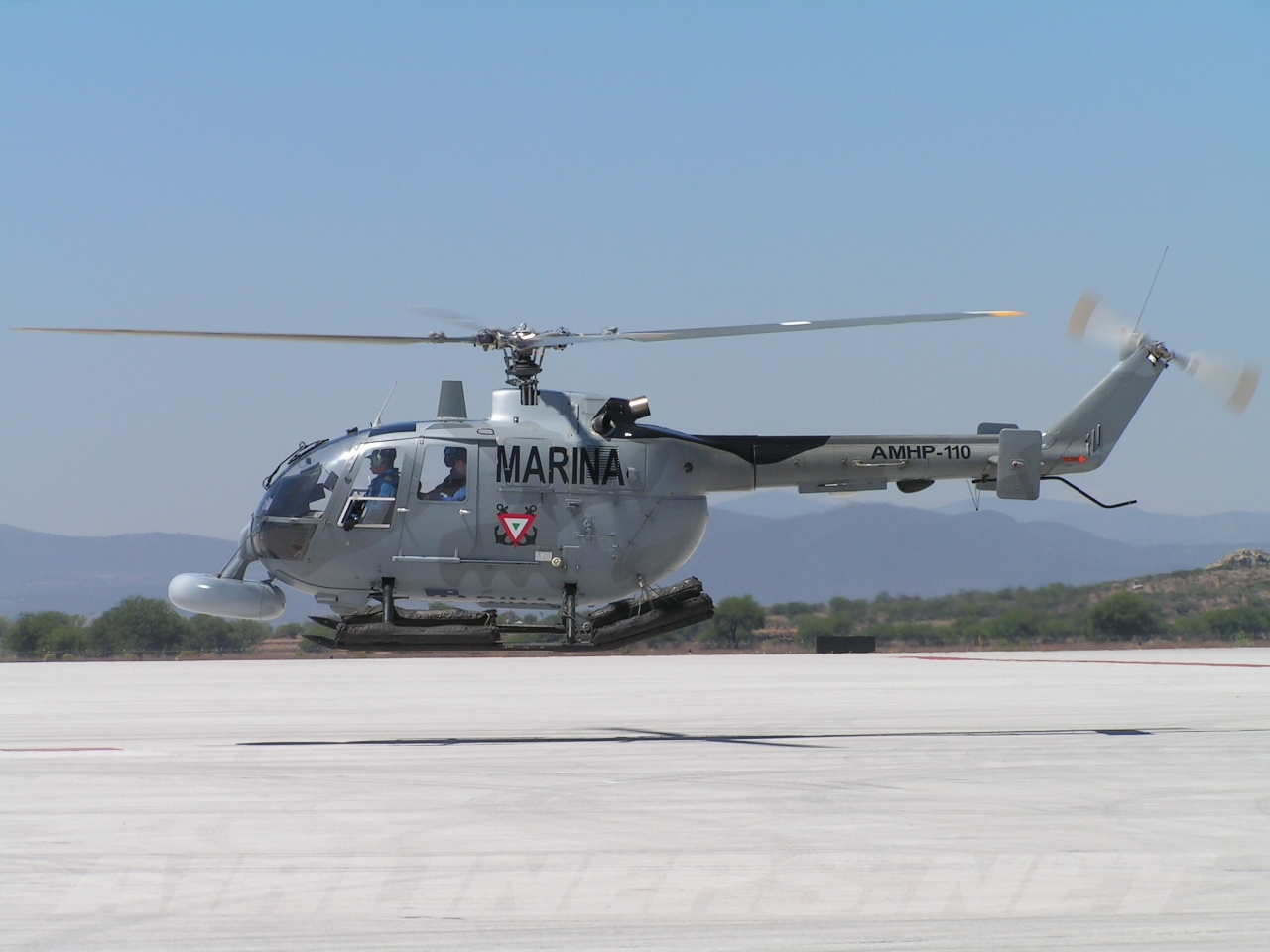
Eurocopter BO 105CB
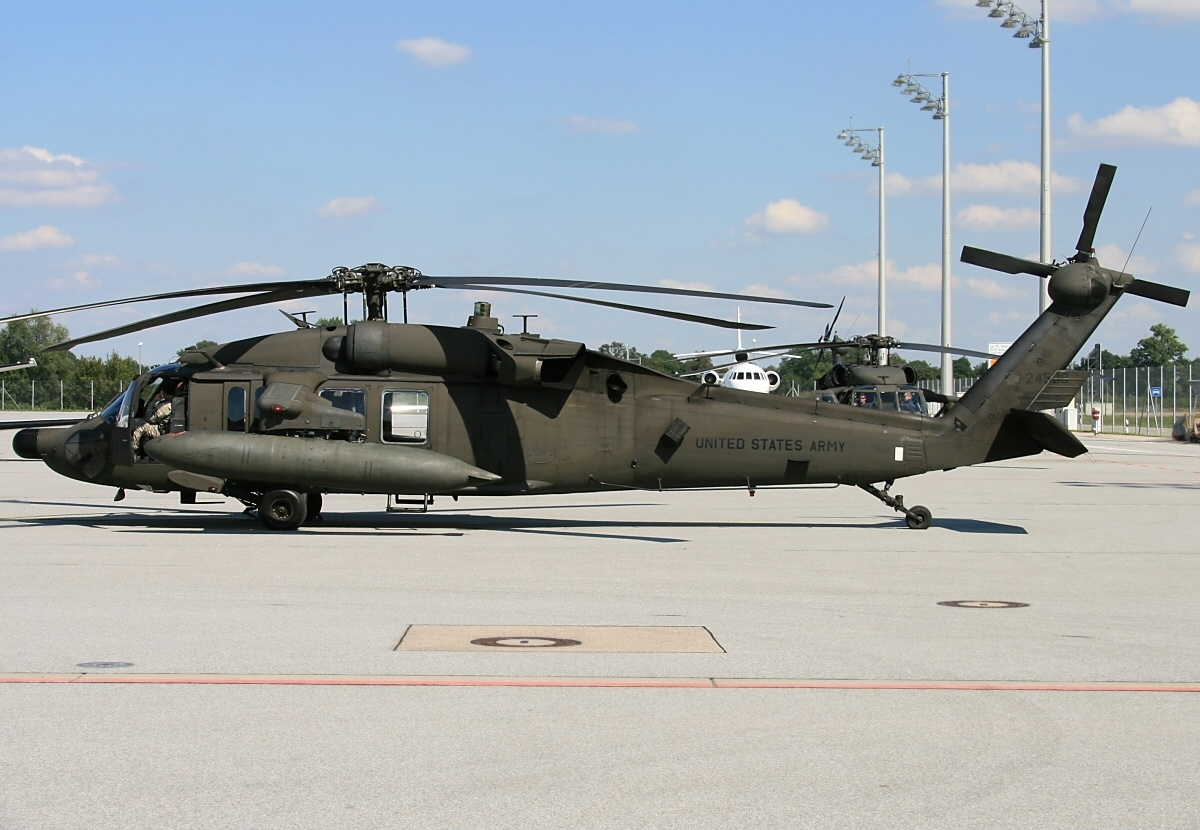
Sikorsky S-70A
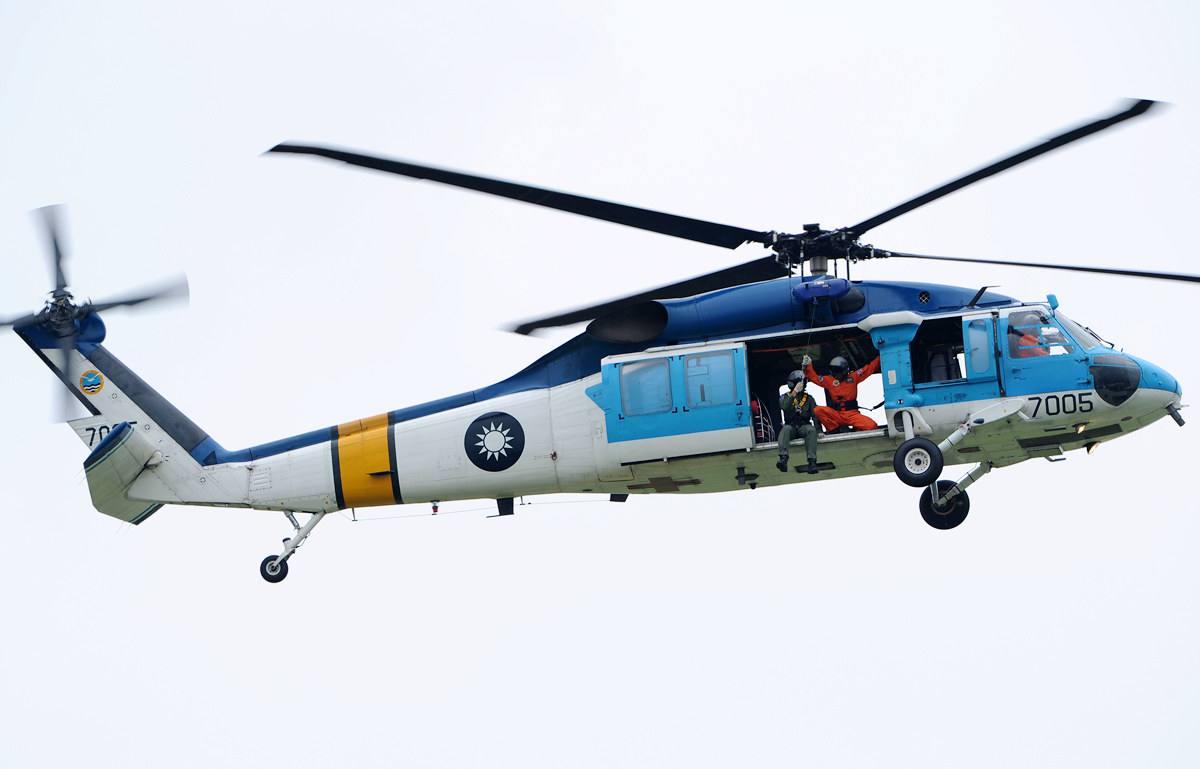
Sikorsky S-70C

### Інститут підвищення кваліфікації
Інститут підвищення кваліфікації Збройні сили Брунею також відомий як Військово-навчальний Заклад. Він забезпечує базову військову підготовку всім новобранцям Збройних сил Брунею. В інституті також пропонуються та проводяться інші військові курси для особового складу Збройних сил Брунею.# %% #